# 옥가향
옥가향(2002년 6월 29일 ~)은 대한민국의 래퍼다. 2020년 싱글 《4 Seasons》로 데뷔했다.

## 방송
- 고등래퍼 3 (2019) - Top32
- 수퍼비의 랩 학원 (2019) - Top24

## 음반
- 4 Seasons (2020)
- 수능 (2020)
- Reality Bites (2020)
- 핫루키 붐뱁 배틀 Final (2021)
- Boombap Cypher (2021)
- 숙제 (Feat. QM) (2021)